# Diego de León
Diego de León, I conte di Belascoáin (Cordova, 30 marzo 1807 – Madrid, 15 ottobre 1841) è stato un generale spagnolo.

## Biografia
Era il figlio di Diego Antonio de León, e di sua moglie, María Teresa Navarrete.
Il suo cognome, secondo Fernando González-Doria, si riferiva ai discendenti di Alfonso IX di León.

## Carriera
Nel 1822 grazie al padre, divenne capitano di cavalleria. Il 20 dicembre 1826 divenne l'aiutante di suo zio, il marchese de Zambra, comandante generale della guardia reale. Ha conseguito il grado di colonnello di cavalleria nel 1829. Il 7 ottobre 1834 è stato promosso a comandante dello squadrone dei lancieri.
Chiese, e ottenne, il permesso di partecipare alle operazioni militari. Il 7 dicembre 1834, prese parte al primo conflitto carlista, dove venne subito notato per il suo coraggio e la determinazione.
Ha partecipato con successo nella battaglia di Mendigorría, e ha preso Belascoáin nel 1838, il cui merito gli valse il titolo di Conte di Belascoáin.

### Viceré di Navarra e capitano generale della Nuova Castiglia (1838-1840)
Nel mese di ottobre 1838 fu nominato viceré di Navarra.
Nel 1840 è stato nominato capitano generale della Nuova Castiglia. È stato un membro del partito moderato, alla caduta del reggente Maria Cristina di Borbone durante il regno di Isabella II, si recò in esilio in Francia.

## Matrimonio
Nel 1826 sposò María del Pilar Juez Sarmiento (5 gennaio 1808-7 novembre 1847), figlia di Antonio Juez Sarmiento. Ebbero due figli:
- José de León (21 maggio 1827-?), sposò María del Pilar de Liñán, ebbero tre figlie;
- Antonio de León (?-1 agosto 1896), sposò in prime nozze María Teresa de León, non ebbero figli, e in seconde nozze Encarnación Núñez de Robrés, ebbero cinque figli.

## Morte

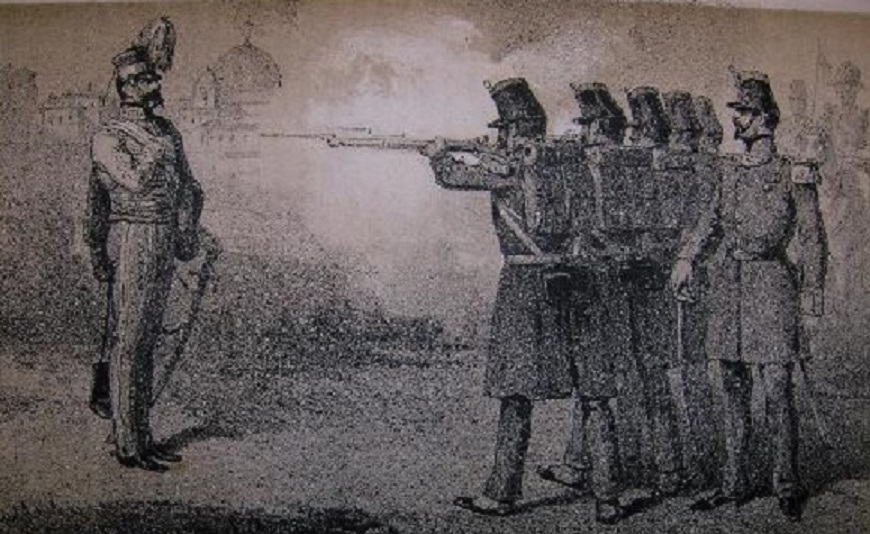
Esecuzione del general Diego de León.

Nel 1841, si è unito al ribellione di O'Donnell contro Baldomero Espartero. Tentò di assaltare il Palazzo Reale, ma non ci riuscì.
Fu arrestato dal comandante Lavina, ex assistente di León, portato a Santo Tomas davanti alla corte marziale e condannato a morte.
Il 15 ottobre 1841 dal carcere è stato portato al luogo dell'esecuzione, alla periferia della città. Con indosso la sua uniforme, chiese il permesso al comandante del plotone di esecuzione di dargli ordini normativi. E una volta letto, alla presenza del condannato il capo di imputazione, che lo condannò a morte, e diede l'ordine di aprire il fuoco.